# یوکیو ساکاگوچی
یوکیو ساکاگوچی (انگلیسی: Yukio Sakaguchi؛ زادهٔ ۲۶ ژوئیهٔ ۱۹۷۳) مهندس عمران، ورزشکار هنرهای رزمی ترکیبی، جودوکار، بازیگر، کشتی‌گیر کشتی حرفه‌ای و کاراته‌کا اهل ژاپن است.